# День донской селёдки
День донской селёдки — фестиваль, который проходит на территории хутора Пухляковского Усть-Донецкого района Ростовской области и в Железнодорожном районе Ростова-на-Дону.

## История
В 2016 году фестиваль День донской селёдки на территории хутора Пухляковский был проведен 14 мая, начало мероприятия — в 11 часов утра. Праздник проводится в течение нескольких лет, в 2016 году посетители фестиваля могли побывать в этно-археологическом комплексе «Затерянный мир». Также была возможность попробовать половить рыбу при помощи забрасывания невода, поработать в кузнице, чтобы выковать рыболовный крючок или гарпун. Желающие из числа гостей фестиваля могли побывать на верфи. Также существовала возможность попробовать помолоть пшеницу на жерновах, покушать походных казачьих лепешек, либо отведать селёдку, приготовленную по современным и давним рецептам. Рыбу предлагают гостям валеную, жареную или соленую. Есть рыба в виде балыка, запеченная в соли или рыбный шашлык.
В 2016 году фестиваль был впервые проведен в Железнодорожном районе Ростова-на-Дону. Организатором выступила администрация. Было представлено 8 разных блюд, сделанных из донской селедки. Мероприятие также, как и на территории хутора Пухляковского, было организовано 14 мая. Начало — в 12:00. Посетители фестивали смогли посмотреть развлекательную концертную программу, послушать музыку, песни, приобрести сувениры. Во время фестиваля  проводятся мастер-классы и кулинарные шоу.